# Саброза
Сабро́за (порт. Sabrosa; МФА: [sɐ.ˈbɾo.zɐ]) — муніципалітет і містечко в Португалії, в окрузі Віла-Реал. Розташований у північній частині країни, на теренах історичної португальської провінції Трансмонтана. Належить до Віла-Реальської діоцезії Католицької церкви в Португалії. Права міського самоврядування має з 1836 року. Поділяється на 12 парафій. За адміністративним поділом, чинним до 1976 року, був складовою провінції Трансмонтана і Верхнє Дору. Площа муніципалітету — 156,92 км², населення муніципалітету — 6361 ос. (2011); густота населення — 40,54 осіб/км²
. Патрон — Спаситель. Святковий день муніципалітету — 8 вересня. Поштовий індекс — 5060.  Код місцевої адміністративної одиниці — 1710. Складова статистичного регіону Північ.

## Географія
Саброза розташована на півночі Португалії, на півдні округу Віла-Реал.
Саброза межує на півночі з муніципалітетом Віла-Пока-де-Агіар, на сході — з муніципалітетом Аліжо, на південному сході — з муніципалітетом Сан-Жуан-да-Пешкейра, на півдні — з муніципалітетами Табуасу і Армамар, на заході — з муніципалітетами Пезу-да-Регуа і Віла-Реал.

## Населення
| Кількість мешканців | Кількість мешканців | Кількість мешканців | Кількість мешканців | Кількість мешканців | Кількість мешканців | Кількість мешканців | Кількість мешканців | Кількість мешканців | Кількість мешканців | Кількість мешканців | Кількість мешканців | Кількість мешканців | Кількість мешканців | Кількість мешканців |
| ------------------- | ------------------- | ------------------- | ------------------- | ------------------- | ------------------- | ------------------- | ------------------- | ------------------- | ------------------- | ------------------- | ------------------- | ------------------- | ------------------- | ------------------- |
| 1864                | 1878                | 1890                | 1900                | 1911                | 1920                | 1930                | 1940                | 1950                | 1960                | 1970                | 1981                | 1991                | 2001                | 2011                |
| 13 109              | 13 736              | 12 323              | 14 038              | 12 183              | 11 754              | 12 576              | 13 488              | 13 970              | 12 903              | 9 715               | 9 050               | 7 478               | 7 032               | 6 361               |